# Bailliage de Lixheim
1751–1790
Entités précédentes :
- Bailliage d'Allemagne

Entités suivantes :
- District de Sarrebourg
- District de Bitche

Le bailliage de Lixheim est une ancienne entité administrative du duché puis de la province de Lorraine, qui a existé de 1751 à 1789. Cette entité fut créée à la suite de la suppression du Bailliage d'Allemagne.

## Histoire
Régi par la coutume de Lorraine, ses communautés ont dépendu du diocèse de Metz à partir du 30 mars 1738, auparavant il y avait un commissaire apostolique. 

Géographiquement, il avait peu d'étendue.
Les officiers du bailliage de Lixheim exerçaient la justice à Brouviller, village du domaine de Lorraine.
À la suite de la Révolution française, le bailliage est supprimé et les communes rejoignent le district de Sarrebourg, à l'exception de l'enclave de Montbronn qui rejoint le district de Bitche.

## Composition
Communautés qui étaient dans le bailliage de Lixheim : 
| Communauté                                          | Canton suivant |
| --------------------------------------------------- | -------------- |
| Archeville                                          | Nidreviller    |
| Artzweiller ou Hartzweiller                         | Nidreviller    |
| Biberkirick                                         | Nidreviller    |
| Blaindevalsch ou Pleindevalche                      | Nidreviller    |
| Danelbourg                                          | Phalsbourg     |
| Dolving                                             | Sarrebourg     |
| Fleisheim ou Fletzing                               | Lixheim        |
| Gosselming et les censes de Gosselming et d'Altzing | Sarrebourg     |
| Guntzweiller                                        | Nidreviller    |
| Hellering                                           | Lixheim        |
| Hérange                                             | Lixheim        |
| Hermelange                                          | Lorquin        |
| Kerprich-au-bois ou Kirprich                        | Sarrebourg     |
| Lixheim et ses dépendances                          | Lixheim        |
| Le vieux Lixheim                                    | Lixheim        |
| Saint-Louis et Farbach ou Sparbruck                 | Nidreviller    |
| Ste. Marie dite Picholtz ou Bickenholtz             | Lixheim        |
| Montbrun ou Mommern                                 | Lemberg        |
| Nitting                                             | Lorquin        |
| Obersteinsel                                        | Lixheim        |
| Sarraltroff ou Altroff                              | Lixheim        |
| Sareick (château)                                   | Lixheim        |
| Schneckenbusch                                      | Nidreviller    |
| Veckersweiller ou Weckersweiller                    | Lixheim        |

## Sources
- M. Durival, Description de la Lorraine et du Barrois, Tome second, 1779.
- Nicolas Luton Durival, Mémoire sur la Lorraine et le Barrois : Suivi de la table alphabétique et topographique des Lieux, Nancy, 1753.
- Henri Lepage, Le département de la Meurthe, première partie, 1843.